# BE Tour
Il BE Tour è stato un tour musicale del gruppo rock britannico Beady Eye, iniziato nel giugno 2013 a Londra e terminato nel marzo 2014 a Yokoama.

## Formazione
- Liam Gallagher - voce
- Gem Archer - chitarra
- Andy Bell - chitarra
- Jay Mehler - basso
- Chris Sharrock - batteria, percussioni
- Matt Jones - tastiera, pianoforte

## Date
| Data             | Paese         | Città                | Sede                                 |
| ---------------- | ------------- | -------------------- | ------------------------------------ |
| 3 giugno 2013    | Regno Unito   | Londra               | Abbey Road Studios                   |
| 7 giugno 2013    | Regno Unito   | Kingston upon Thames | McClusky's                           |
| 10 giugno 2013   | Regno Unito   | Londra               | Rough Trade East                     |
| 13 giugno 2013   | Regno Unito   | Glasgow              | HMV                                  |
| 19 giugno 2013   | Regno Unito   | Manchester           | Ritz                                 |
| 20 giugno 2013   | Regno Unito   | Londra               | Camden Centre                        |
| 22 giugno 2013   | Regno Unito   | Glasgow              | O2 ABC                               |
| 28 giugno 2013   | Regno Unito   | Pilton               | Glastonbury Festival                 |
| 30 giugno 2013   | Francia       | Parigi               | Solidays Festival                    |
| 2 luglio 2013    | Germania      | Berlino              | C-Club                               |
| 3 luglio 2013    | Germania      | Amburgo              | Uebel & Gefährlich                   |
| 5 luglio 2013    | Germania      | Monaco di Baviera    | Backstage Werk                       |
| 6 luglio 2013    | Italia        | Pistoia              | Pistoia Blues                        |
| 13 luglio 2013   | Regno Unito   | Kinross              | T in the Park Festival               |
| 16 luglio 2013   | Spagna        | Maiorca              | Mallorca Rocks                       |
| 17 luglio 2013   | Spagna        | Ibiza                | Ibiza Rocks                          |
| 19 luglio 2013   | Spagna        | Benicàssim           | Festival Internacional de Benicàssim |
| 7 novembre 2013  | Irlanda       | Dublino              | Olympia Theatre                      |
| 8 novembre 2013  | Irlanda       | Dublino              | Olympia Theatre                      |
| 10 novembre 2013 | Regno Unito   | Glasgow              | Barrowland                           |
| 12 novembre 2013 | Regno Unito   | Leeds                | O2 Academy                           |
| 13 novembre 2013 | Regno Unito   | Newcastle            | O2 Academy                           |
| 15 novembre 2013 | Regno Unito   | Manchester           | Academy                              |
| 18 novembre 2013 | Regno Unito   | Wolverhampton        | Civic Hall                           |
| 19 novembre 2013 | Regno Unito   | Portsmouth           | Guildhall                            |
| 21 novembre 2013 | Regno Unito   | Londra               | Eventim Apollo                       |
| 17 gennaio 2014  | Nuova Zelanda | Auckland             | Big Day Out                          |
| 19 gennaio 2014  | Australia     | Gold Coast           | Big Day Out                          |
| 24 gennaio 2014  | Australia     | Melbourne            | Big Day Out                          |
| 26 gennaio 2014  | Australia     | Sydney               | Big Day Out                          |
| 27 gennaio 2014  | Australia     | Sydney               | Enmore Theatre                       |
| 31 gennaio 2014  | Australia     | Adelaide             | Big Day Out                          |
| 2 febbraio 2014  | Australia     | Perth                | Big Day Out                          |
| 10 febbraio 2014 | Portogallo    | Lisbona              | Coliseu dos Recreios                 |
| 12 febbraio 2014 | Spagna        | Madrid               | La Riviera                           |
| 13 febbraio 2014 | Spagna        | Barcellona           | Razzmatazz                           |
| 15 febbraio 2014 | Italia        | Trezzo sull'Adda     | Live Club                            |
| 16 febbraio 2014 | Italia        | Ciampino             | Orion Live Club                      |
| 18 febbraio 2014 | Svizzera      | Zurigo               | X-tra                                |
| 19 febbraio 2014 | Svizzera      | Losanna              | Les Docks                            |
| 21 febbraio 2014 | Lussemburgo   | Esch-sur-Alzette     | Rockhal                              |
| 22 febbraio 2014 | Germania      | Colonia              | Live Music Hall                      |
| 24 febbraio 2014 | Belgio        | Bruxelles            | Cirque Royal                         |
| 25 febbraio 2014 | Paesi Bassi   | Amsterdam            | Paradiso                             |
| 27 febbraio 2014 | Francia       | Parigi               | Bataclan                             |
| 25 marzo 2014    | Giappone      | Osaka                | Zepp Namba                           |
| 26 marzo 2014    | Giappone      | Yokohama             | Yokohama Arena                       |

1. 1 2 3 4  Esibizione in set acustico